# 西淀川消防署

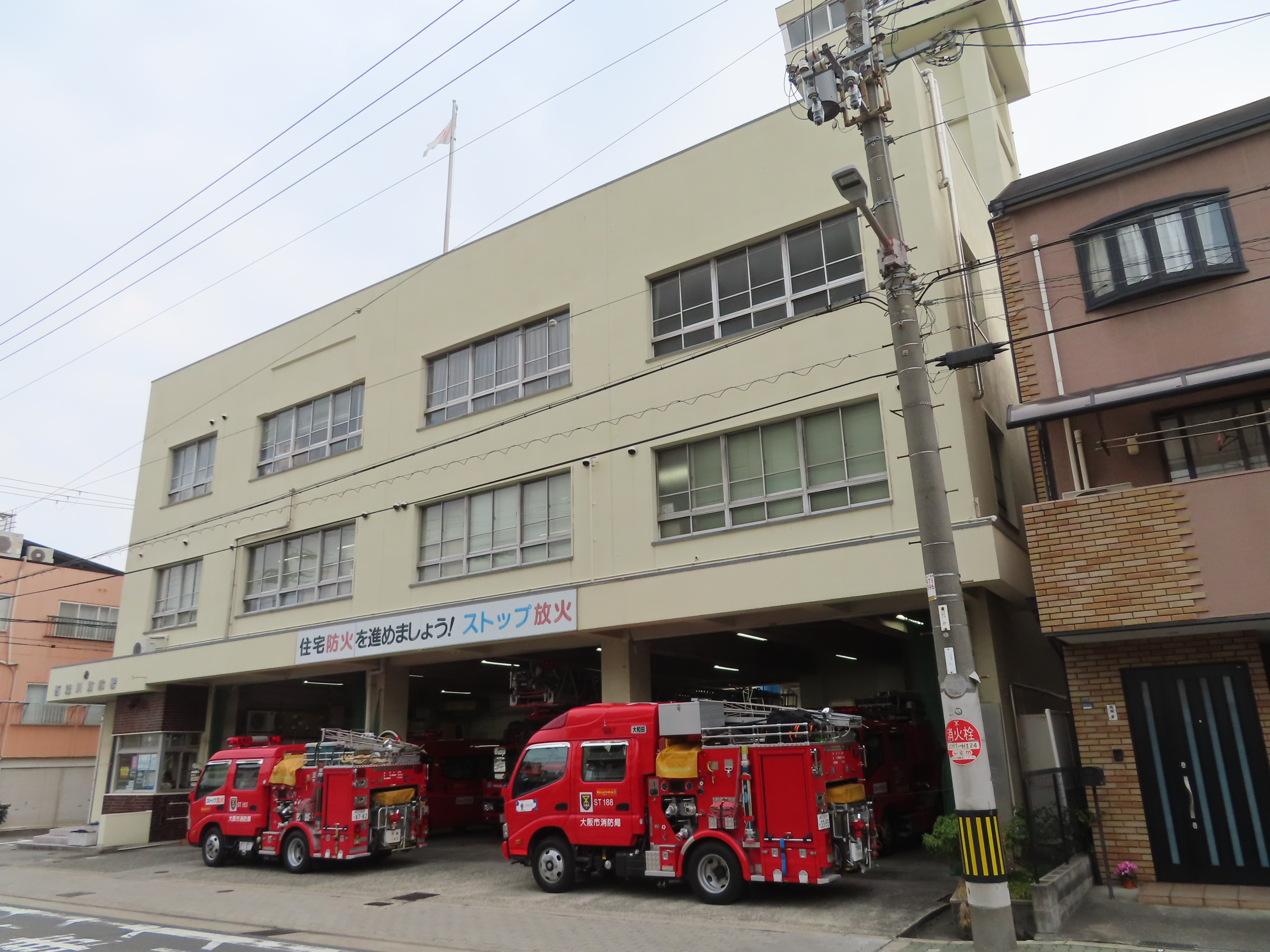
西淀川消防署（2024年2月）

西淀川消防署（にしよどがわしょうぼうしょ）は、大阪市西淀川区御幣島一丁目にある大阪市消防局が管轄する消防署である。

## 概要
本署は大阪市西淀川区御幣島一丁目10番20号に位置している。
西淀川区が発足した1925年(大正14年)に、大和田町の市有地に西消防署第1分署第5出張所（現大和田出張所）を前身として出発した。その後、1948年(昭和23年)3月府管掌から離れ自治体消防として大阪市消防局が発足したことに伴い、西淀川消防署は御幣島の本署及び、加島、佃、大野の3出張所でスタート、以後、加島出張所は昭和27年4月竹島出張所と改称し現在の地に新築移転し、佃出張所は1962年(昭和37年)1月現在地に新築移転しその後、2001年(平成13年)3月同位置に建替え、大野出張所は1960年(昭和35年)7月大和田出張所と改称し現在地に新築移転、1967年(昭和42年)8月西淀川消防署新庁舎が完成し現行体制が整備された。

## 配置車両
（この節の出典）
- 高規格救急車(A359)
- 小型タンク車(ST152)
- はしご車(L25)
- 救助車(R68)
- 指揮車(CC309）

## 出張所

### 佃出張所[3]
- 所在地 - 西淀川区佃4-5-2
- 保有緊急車両：小型タンク車（STR266）

### 大和田出張所[3]
- 所在地 - 西淀川区大和田2-4-43
- 保有緊急車両：小型タンク車（ST188）、高規格救急車（A237）

### 竹島出張所[3]
- 所在地 - 西淀川区竹島2-4-4
- 保有緊急車両：小型タンク車（ST183）

## 救急活動統計
(2018年(平成30年))
| 行政区別救急活動状況 | 火災 | 自然災害 | 水難 | 交通 | 労働災害 | 運動競技 | 一般負傷 | 加害 | 自損行為 | 急病 | その他 転院搬送 |
| 西淀川区出場件数     | 31   | 14       | 6    | 457  | 92       | 26       | 1085     | 39   | 53       | 5010 | 591             |
| 西淀川区搬送人員     | 6    | 8        | 0    | 398  | 91       | 24       | 851      | 26   | 31       | 4414 | 591             |

## 交通アクセス
- JR東西線「御幣島駅」より徒歩4分